# Gerhard Ammann
Gerhard Ammann (* 9. März 1936 in Wien; † 27. Mai 2004) war ein österreichischer Politiker (ÖVP) und von 1972 bis 1982 Abgeordneter zum Wiener Landtag und Gemeinderat.

## Leben
Ammann studierte an der Hochschule für Welthandel in Wien und schloss seine Ausbildung mit dem akademischen Grad Diplomkaufmann ab. Er arbeitete in der Folge bei Unilever Österreich und wurde 1982 zum Vorstandsdirektor der Wien Holding berufen. Politisch engagierte sich Ammann ab seinem 20. Lebensjahr in der ÖVP. Er war in leitenden Funktionen in der Jungen Volkspartei, dem ÖAAB und der ÖVP-Hietzing aktiv und wurde stellvertretender ÖVP-Landesparteiobmann. Am 25. Februar 1972 rückte Ammann für  Günther Goller als Abgeordneter in den Wiener Landtag und Gemeinderat nach, aus dem er am 30. November 1982 ausschied, nachdem er in die Wien Holding berufen worden war. Zu seinen politischen Schwerpunkten gehörten die Energieversorgung, die Verkehrsplanung sowie Wirtschaftsfragen.
Ammann war verheiratet und Vater von vier Kindern. Er starb 2004 nach längerem, schweren Leiden und wurde auf dem Wiener Zentralfriedhof bestattet.

## Auszeichnungen
- Goldenes Ehrenzeichen für Verdienste um das Land Wien (1984)